# TEU (unitat de mesura)

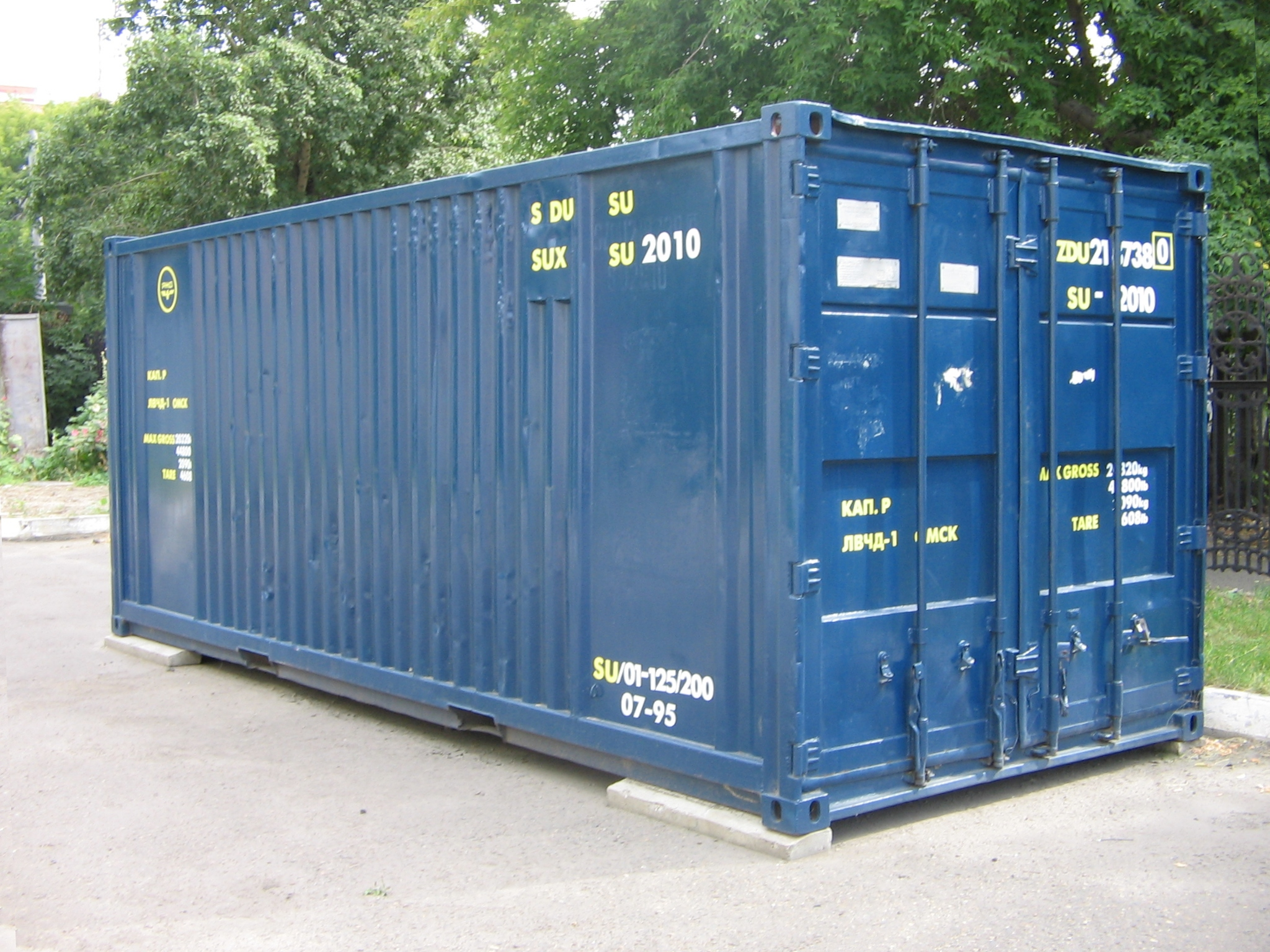
Contenidor normalitzat de 20 peus.

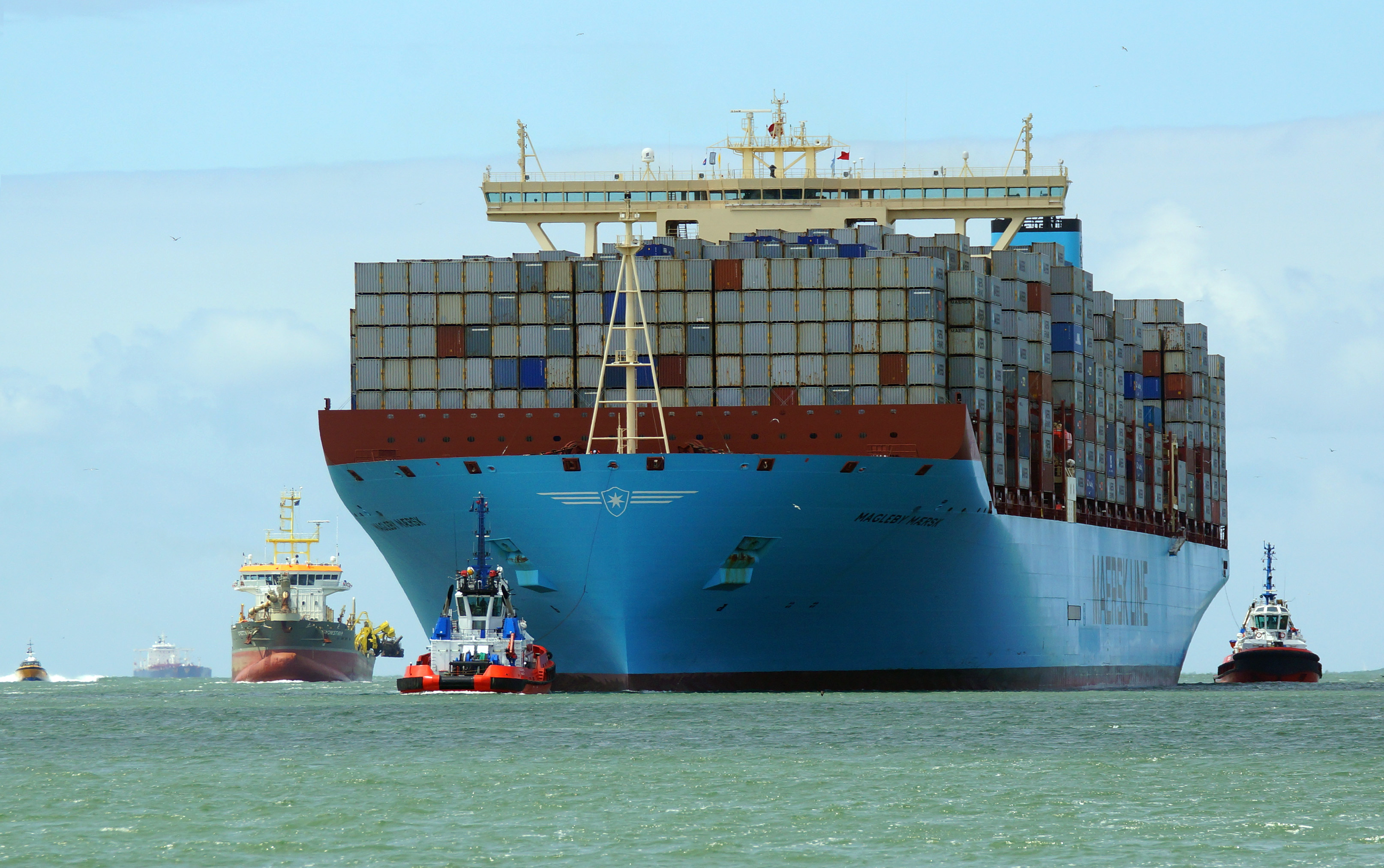
Magleby Maersk, un dels portacontenidors més gran del món, amb una capacitat de 18,270 TEU.

Les sigles  TEU  són un acrònim del terme en anglès Twenty-foot Equivalent Unit i s'empra en logística com a unitat de mesura de capacitat de transport de mercaderies i és equivalent a un contenidor estàndard de 20 peus. L'estàndard ISO defineix unes dimensions de 20 x 8 x 8,5 peus és a dir, 6,096 metres de llarg x 2,438 metres d'ample x 2,591 metres d'alt amb un volum interior de 32,8 m³ i un pes a màxima càrrega de 30.480 kg (27.780 kg dels quals càrrega útil).
Els vaixells portacontenidors i el trànsit de mercaderies internacional se sol expressar en TEU, ja que la gran majoria de productes elaborats es transporten mitjançant aquests contenidors.